# Ausztrália a 2014. évi téli olimpiai játékokon
Ausztrália az oroszországi Szocsiban megrendezett 2014. évi téli olimpiai játékok egyik részt vevő nemzete volt. Az országot az olimpián 11 sportágban 60 sportoló képviselte, akik összesen 3 érmet szereztek.

## Érmesek
| Érem  | Versenyző     | Sportág      | Versenyszám  |
| ----- | ------------- | ------------ | ------------ |
| Ezüst | David Morris  | Síakrobatika | Férfi ugrás  |
| Ezüst | Torah Bright  | Snowboard    | Női halfpipe |
| Bronz | Lydia Lassila | Síakrobatika | Női ugrás    |

## Alpesisí
Férfi
| Versenyző        | Versenyszám      | 1. futam      | 1. futam      | 2. futam      | 2. futam      | Összesítés | Összesítés |
| Versenyző        | Versenyszám      | Idő           | Hely.         | Idő           | Hely.         | Idő        | Helyezés   |
| ---------------- | ---------------- | ------------- | ------------- | ------------- | ------------- | ---------- | ---------- |
| Dominic Demschar | Műlesiklás       | 58,52         | 66.           | nem ért célba | nem ért célba | kiesett    | kiesett    |
| Dominic Demschar | Óriás-műlesiklás | 1:26,47       | 42.           | 1:27,30       | 38.           | 2:53,77    | 39.        |
| Ross Peraudo     | Műlesiklás       | nem ért célba | nem ért célba | kiesett       | kiesett       | kiesett    | kiesett    |
| Ross Peraudo     | Óriás-műlesiklás | 1:29,07       | 50.           | nem ért célba | nem ért célba | kiesett    | kiesett    |

Női
| Versenyző        | Versenyszám            | 1. futam | 1. futam | 2. futam      | 2. futam      | Összesítés    | Összesítés    |
| Versenyző        | Versenyszám            | Idő      | Hely.    | Idő           | Hely.         | Idő           | Helyezés      |
| ---------------- | ---------------------- | -------- | -------- | ------------- | ------------- | ------------- | ------------- |
| Greta Small      | Lesiklás               |          |          |               |               | 1:44,79       | 29.           |
| Greta Small      | Műlesiklás             | 1:01,19  | 40.      | 56,41         | 28.           | 1:57,60       | 31.           |
| Greta Small      | Óriás-műlesiklás       | 1:25,22  | 47.      | 1:24,44       | 42.           | 2:49,66       | 41.           |
| Greta Small      | Szuperóriás-műlesiklás |          |          |               |               | nem ért célba | nem ért célba |
| Lavinia Chrystal | Műlesiklás             | 59,74    | 34.      | 58,16         | 33.           | 1:57,90       | 32.           |
| Lavinia Chrystal | Óriás-műlesiklás       | 1:25,18  | 46.      | 1:23,39       | 39.           | 2:48,57       | 40.           |
| Emily Bamford    | Műlesiklás             | 1:02,13  | 41.      | nem ért célba | nem ért célba | kiesett       | kiesett       |
| Emily Bamford    | Óriás-műlesiklás       | 1:28,57  | 56.      | 1:27,23       | 49.           | 2:55,80       | 50.           |

| Versenyző   | Versenyszám | Lesiklás | Lesiklás | Műlesiklás | Műlesiklás | Összesítés | Összesítés |
| Versenyző   | Versenyszám | Idő      | Hely.    | Idő        | Hely.      | Idő        | Helyezés   |
| ----------- | ----------- | -------- | -------- | ---------- | ---------- | ---------- | ---------- |
| Greta Small | Összetett   | 1:47,99  | 29.      | 52,31      | 12.        | 2:40,30    | 15.        |

## Biatlon
Férfi
| Versenyző       | Versenyszám            | Időeredmény | Lövőhiba    | Helyezés |
| --------------- | ---------------------- | ----------- | ----------- | -------- |
| Alexei Almoukov | 10 km sprint           | 27:24,6     | 2 (0+2)     | 73.      |
| Alexei Almoukov | 20 km egyéni indításos | 54:35,4     | 2 (0+0+0+2) | 45.      |

Női
| Versenyző      | Versenyszám            | Időeredmény | Lövőhiba    | Helyezés |
| -------------- | ---------------------- | ----------- | ----------- | -------- |
| Lucy Glanville | 7,5 km sprint          | 26:57,1     | 2 (0+2)     | 82.      |
| Lucy Glanville | 15 km egyéni indításos | 1:01:00,7   | 4 (1+0+1+2) | 78.      |

## Bob
Férfi
| Versenyző                                             | Versenyszám | 1. futam | 1. futam | 2. futam | 2. futam | 3. futam | 3. futam | 4. futam | 4. futam | Összesítés | Összesítés |
| Versenyző                                             | Versenyszám | Idő      | Hely.    | Idő      | Hely.    | Idő      | Hely.    | Idő      | Hely.    | Idő        | Helyezés   |
| ----------------------------------------------------- | ----------- | -------- | -------- | -------- | -------- | -------- | -------- | -------- | -------- | ---------- | ---------- |
| Duncan Harvey Heath Spence*                           | Kettes      | 57,96    | 28.      | 57,99    | 26.      | 57,78    | 25.      | kiesett  | kiesett  | 2:53,73    | 24.        |
| Duncan Harvey Lucas Mata Gareth Nichols Heath Spence* | Négyes      | 56,20    | 22.      | 56,21    | 23.      | 56,23    | 21.      | kiesett  | kiesett  | 2:48,64    | 20.        |

Női
| Versenyző                       | Versenyszám | 1. futam | 1. futam | 2. futam | 2. futam | 3. futam | 3. futam | 4. futam | 4. futam | Összesítés | Összesítés |
| Versenyző                       | Versenyszám | Idő      | Hely.    | Idő      | Hely.    | Idő      | Hely.    | Idő      | Hely.    | Idő        | Helyezés   |
| ------------------------------- | ----------- | -------- | -------- | -------- | -------- | -------- | -------- | -------- | -------- | ---------- | ---------- |
| Jana Pittman Astrid Radjenovic* | Kettes      | 58,62    | 15.      | 58,50    | 13.      | 59,06    | 15.      | 58,37    | 8.       | 3:54,55    | 14.        |

* – a bob vezetője

## Gyorskorcsolya
Férfi
| Versenyző    | Versenyszám | 1. futam | 1. futam | 2. futam | 2. futam | Eredmény | Helyezés |
| Versenyző    | Versenyszám | Idő      | Hely.    | Idő      | Hely.    | Eredmény | Helyezés |
| ------------ | ----------- | -------- | -------- | -------- | -------- | -------- | -------- |
| Daniel Greig | 500 m       | 1:20,55  | 40.      | 35,29    | 17.      | 2:35,84  | 39.      |
| Daniel Greig | 1000 m      |          |          |          |          | 1:10,13  | 22.      |

## Műkorcsolya
| Brendan Kerry | Férfi egyéni | 47,12 | 29. | kiesett | kiesett | kiesett | kiesett | kiesett | kiesett |
| Brooklee Han  | Női egyéni   | 49,32 | 22. | 94,52   | 18.     | 143,84  | 20.     |         |         |

| Versenyző                           | Versenyszám | Eredeti (original) tánc | Eredeti (original) tánc | Kűr   | Kűr   | Összesítés | Összesítés |
| Versenyző                           | Versenyszám | Pont                    | Hely.                   | Pont  | Hely. | Pont       | Helyezés   |
| ----------------------------------- | ----------- | ----------------------- | ----------------------- | ----- | ----- | ---------- | ---------- |
| Gregory Merriman / Danielle O’Brien | Jégtánc     | 52,68                   | 20.                     | 75,85 | 20.   | 128,53     | 20.        |

## Rövidpályás gyorskorcsolya
Férfi
| Versenyző   | Versenyszám | Előfutam | Előfutam | Negyeddöntő | Negyeddöntő | Elődöntő | Elődöntő | B döntő | B döntő | Döntő   | Döntő   | Helyezés |
| Versenyző   | Versenyszám | Idő      | Hely.    | Idő         | Hely.       | Idő      | Hely.    | Idő     | Hely.   | Idő     | Hely.   | Helyezés |
| ----------- | ----------- | -------- | -------- | ----------- | ----------- | -------- | -------- | ------- | ------- | ------- | ------- | -------- |
| Pierre Boda | 500 m       | 42,702   | 4.       | kiesett     | kiesett     | kiesett  | kiesett  | kiesett | kiesett | kiesett | kiesett | 30.      |

Női
| Versenyző      | Versenyszám | Előfutam | Előfutam | Negyeddöntő | Negyeddöntő | Elődöntő | Elődöntő | B döntő | B döntő | Döntő   | Döntő   | Helyezés |
| Versenyző      | Versenyszám | Idő      | Hely.    | Idő         | Hely.       | Idő      | Hely.    | Idő     | Hely.   | Idő     | Hely.   | Helyezés |
| -------------- | ----------- | -------- | -------- | ----------- | ----------- | -------- | -------- | ------- | ------- | ------- | ------- | -------- |
| Deanna Lockett | 1000 m      | 1:34,845 | 1.       | 1:29,256    | 3.          | kiesett  | kiesett  | kiesett | kiesett | kiesett | kiesett | 9.       |
| Deanna Lockett | 1500 m      | 2:25,140 | 5.       |             |             | kiesett  | kiesett  | kiesett | kiesett | kiesett | kiesett | 26.      |

## Síakrobatika
Ugrás
| Versenyző      | Versenyszám | Selejtező  | Selejtező  | Selejtező  | Selejtező  | Döntő      | Döntő      | Döntő      | Döntő      | Döntő      | Helyezés |
| Versenyző      | Versenyszám | 1. forduló | 1. forduló | 2. forduló | 2. forduló | 1. forduló | 1. forduló | 2. forduló | 2. forduló | 3. forduló | Helyezés |
| Versenyző      | Versenyszám | Pont       | Hely.      | Pont       | Hely.      | Pont       | Hely.      | Pont       | Hely.      | Pont       | Helyezés |
| -------------- | ----------- | ---------- | ---------- | ---------- | ---------- | ---------- | ---------- | ---------- | ---------- | ---------- | -------- |
| David Morris   | Férfi       | 118,59     | 2. D       |            |            | 101,87     | 8.         | 115,05     | 4.         | 110,41     |          |
| Danielle Scott | Női         | 85,36      | 3. D       |            |            | 76,23      | 9.         | kiesett    | kiesett    | kiesett    | 9.       |
| Samantha Wells | Női         | 78,12      | 7.         | 67,13      | 12.        | kiesett    | kiesett    | kiesett    | kiesett    | kiesett    | 18.      |
| Laura Peel     | Női         | 67,68      | 13.        | 85,99      | 3.         | 83,79      | 5.         | 64,50      | 7.         | kiesett    | 7.       |
| Lydia Lassila  | Női         | 66,12      | 15.        | 90,65      | 1.         | 95,76      | 2.         | 99,22      | 2.         | 72,12      |          |

Akrobatika
| Versenyző       | Versenyszám      | Selejtező | Selejtező | Selejtező | Döntő    | Döntő    | Döntő    |
| Versenyző       | Versenyszám      | 1. futam  | 2. futam  | Hely.     | 1. futam | 2. futam | Helyezés |
| --------------- | ---------------- | --------- | --------- | --------- | -------- | -------- | -------- |
| Amy Sheehan     | Női félcső       | 19,60     | 70,60     | 12.       | 15,00    | 40,60    | 10.      |
| Davina Williams | Női félcső       | 5,40      | 63,00     | 15.       | kiesett  | kiesett  | kiesett  |
| Russell Henshaw | Férfi slopestyle | 84,60     | 83,40     | 7.        | 80,40    | 28,80    | 8.       |
| Anna Segal      | Női slopestyle   | 75,40     | 78,80     | 7.        | 77,00    | 28,80    | 4.       |

Mogul
| Versenyző       | Versenyszám | Selejtező | Selejtező | Selejtező | Selejtező | Selejtező | Selejtező | Döntő    | Döntő    | Döntő    | Döntő    | Döntő    | Döntő    | Döntő    | Döntő    | Helyezés |
| Versenyző       | Versenyszám | 1. futam  | 1. futam  | 1. futam  | 2. futam  | 2. futam  | 2. futam  | 1. futam | 1. futam | 1. futam | 2. futam | 2. futam | 2. futam | 3. futam | 3. futam | Helyezés |
| Versenyző       | Versenyszám | Idő       | Pont      | Hely.     | Idő       | Pont      | Hely.     | Idő      | Pont     | Hely.    | Idő      | Pont     | Hely.    | Idő      | Pont     | Helyezés |
| --------------- | ----------- | --------- | --------- | --------- | --------- | --------- | --------- | -------- | -------- | -------- | -------- | -------- | -------- | -------- | -------- | -------- |
| Brodie Summers  | Férfi       | 25,73     | 21,56     | 9. D      |           |           |           | 25,73    | 21,78    | 13.      | kiesett  | kiesett  | kiesett  | kiesett  | kiesett  | 13.      |
| Matt Graham     | Férfi       | 24,36     | 21,53     | 10. D     |           |           |           | 24,85    | 22,49    | 7.       | 25,08    | 23,31    | 7.       | kiesett  | kiesett  | 7.       |
| Dale Begg-Smith | Férfi       | 25,06     | 19,74     | 19.       | 28,39     | 9,35      | 15.       | kiesett  | kiesett  | kiesett  | kiesett  | kiesett  | kiesett  | kiesett  | kiesett  | 25.      |
| Sam Hall        | Férfi       | 24,52     | 18,79     | 21.       | 27,54     | 11,50     | 14.       | kiesett  | kiesett  | kiesett  | kiesett  | kiesett  | kiesett  | kiesett  | kiesett  | 24.      |
| Britteny Cox    | Női         | 31,74     | 20,19     | 12.       | 31,48     | 19,93     | 4.        | 30,87    | 20,88    | 8.       | 30,73    | 21,59    | 4.       | 31,19    | 19,43    | 5.       |
| Taylah O’Neill  | Női         | 33,14     | 18,57     | 16.       | 33,39     | 17,81     | 7.        | 33,03    | 18,18    | 16.      | kiesett  | kiesett  | kiesett  | kiesett  | kiesett  | 16.      |
| Nicole Parks    | Női         | 31,45     | 18,49     | 17.       | 32,65     | 17,77     | 8.        | 32,05    | 18,37    | 15.      | kiesett  | kiesett  | kiesett  | kiesett  | kiesett  | 15.      |

Krossz
| Versenyző        | Versenyszám | Selejtező | Selejtező | Nyolcaddöntő       | Negyeddöntő | Elődöntő | Döntő       | Helyezés |
| Versenyző        | Versenyszám | Idő       | Hely.     | Helyezés           | Helyezés    | Helyezés | Helyezés    | Helyezés |
| ---------------- | ----------- | --------- | --------- | ------------------ | ----------- | -------- | ----------- | -------- |
| Anton Grimus     | Férfi       | 1:16,82   | 5.        | 4. (nem ért célba) | kiesett     | kiesett  | kiesett     | 25.      |
| Scott Kneller    | Férfi       | 1:18,58   | 24.       | 4.                 | kiesett     | kiesett  | kiesett     | 23.      |
| Katya Crema      | Női         | 1:23,47   | 11.       | 2.                 | 2.          | 3.       | Kisdöntő 3. | 7.       |
| Sami Kennedy-Sim | Női         | 1:38,51   | 25.       | 4. (nem ért célba) | kiesett     | kiesett  | kiesett     | 28.      |
| Jenny Owens      | Női         | 1:59,84   | 26.       | 2.                 | 3.          | kiesett  | kiesett     | 12.      |

## Sífutás
Férfi
| Versenyző                     | Versenyszám  | Selejtező | Selejtező | Negyeddöntő | Negyeddöntő | Elődöntő | Elődöntő | Döntő     | Döntő    |
| Versenyző                     | Versenyszám  | Idő       | Hely.     | Idő         | Hely.       | Idő      | Hely.    | Idő       | Helyezés |
| ----------------------------- | ------------ | --------- | --------- | ----------- | ----------- | -------- | -------- | --------- | -------- |
| Callum Watson                 | 15 km        |           |           |             |             |          |          | 45:46,5   | 75.      |
| Callum Watson                 | 30 km        |           |           |             |             |          |          | 1:17:00,4 | 60.      |
| Callum Watson                 | Sprint       | 5:29,62   | 85.       | kiesett     | kiesett     | kiesett  | kiesett  | kiesett   | 85.      |
| Phillip Bellingham            | 15 km        |           |           |             |             |          |          | 46:16,4   | 76.      |
| Phillip Bellingham            | Sprint       | 3:45,65   | 55.       | kiesett     | kiesett     | kiesett  | kiesett  | kiesett   | 55.      |
| Phil Bellingham Callum Watson | Csapatsprint |           |           |             |             | 25:54,31 | 12.      | kiesett   | 20.      |

Női
| Versenyző        | Versenyszám | Selejtező | Selejtező | Negyeddöntő | Negyeddöntő | Elődöntő | Elődöntő | Döntő     | Döntő    |
| Versenyző        | Versenyszám | Idő       | Hely.     | Idő         | Hely.       | Idő      | Hely.    | Idő       | Helyezés |
| ---------------- | ----------- | --------- | --------- | ----------- | ----------- | -------- | -------- | --------- | -------- |
| Aimee Watson     | 30 km       |           |           |             |             |          |          | 1:34:00,1 | 54.      |
| Aimee Watson     | 10 km       |           |           |             |             |          |          | 34:56,0   | 63.      |
| Esther Bottomley | 10 km       |           |           |             |             |          |          | 34:30,1   | 61.      |
| Esther Bottomley | Sprint      | 2:50,54   | 56.       | kiesett     | kiesett     | kiesett  | kiesett  | kiesett   | 56.      |

## Snowboard
Akrobatika
| Versenyző         | Versenyszám      | Selejtező | Selejtező | Selejtező | Elődöntő | Elődöntő | Elődöntő | Döntő    | Döntő    | Helyezés |
| Versenyző         | Versenyszám      | 1. futam  | 2. futam  | Hely.     | 1. futam | 2. futam | Hely.    | 1. futam | 2. futam | Helyezés |
| ----------------- | ---------------- | --------- | --------- | --------- | -------- | -------- | -------- | -------- | -------- | -------- |
| Kent Callister    | Férfi halfpipe   | 87,00     | 25,50     | 6.        | 49,25    | 79,50    | 3.       | 40,00    | 68,50    | 9.       |
| Nathan Johnstone  | Férfi halfpipe   | 86,00     | 27,50     | 7.        | 25,75    | 73,50    | 7.       | kiesett  | kiesett  | 13.      |
| Scotty James      | Férfi halfpipe   | 68,50     | 15,00     | 10.       | kiesett  | kiesett  | kiesett  | kiesett  | kiesett  | 21.      |
| Scotty James      | Férfi slopestyle | 36,00     | 44,00     | 11.       | 77,25    | 19,00    | 8.       | kiesett  | kiesett  | 16.      |
| Stephanie Magiros | Női halfpipe     | 27,25     | 57,25     | 9.        | 26,50    | 20,50    | 12.      | kiesett  | kiesett  | 18.      |
| Hannah Trigger    | Női halfpipe     | 51,25     | 33,00     | 10.       | kiesett  | kiesett  | kiesett  | kiesett  | kiesett  | 20.      |
| Holly Crawford    | Női halfpipe     | 43,00     | 33,75     | 14.       | kiesett  | kiesett  | kiesett  | kiesett  | kiesett  | 26.      |
| Torah Bright      | Női halfpipe     | 93,00     | 93,00     | 1.        |          |          |          | 58,25    | 91,50    |          |
| Torah Bright      | Női slopestyle   | 85,25     | 80,00     | 2.        |          |          |          | 64,75    | 66,25    | 7.       |

Snowboard cross
| Versenyző       | Versenyszám | Selejtező | Selejtező | Nyolcaddöntő | Negyeddöntő | Elődöntő | Döntő       | Helyezés |
| Versenyző       | Versenyszám | Idő       | Hely.     | Helyezés     | Helyezés    | Helyezés | Helyezés    | Helyezés |
| --------------- | ----------- | --------- | --------- | ------------ | ----------- | -------- | ----------- | -------- |
| Alex Pullin     | Férfi       | törölve   | törölve   | 1.           | 4.          | kiesett  | kiesett     | 13.      |
| Jarryd Hughes   | Férfi       | törölve   | törölve   | 3.           | 5.          | kiesett  | kiesett     | 17.      |
| Cameron Bolton  | Férfi       | törölve   | törölve   | 1.           | 1.          | 4.       | Kisdöntő 5. | 11.      |
| Belle Brockhoff | Női         | 1:23,22   | 6.        |              | 3.          | 5.       | Kisdöntő 2. | 8.       |
| Torah Bright    | Női         | 1:23,96   | 15.       |              | 5.          | kiesett  | kiesett     | 18.      |

## Szánkó
| Versenyző     | Versenyszám | 1. futam | 1. futam | 2. futam | 2. futam | 3. futam | 3. futam | 4. futam | 4. futam | Összesítés | Összesítés |
| Versenyző     | Versenyszám | Idő      | Hely.    | Idő      | Hely.    | Idő      | Hely.    | Idő      | Hely.    | Idő        | Helyezés   |
| ------------- | ----------- | -------- | -------- | -------- | -------- | -------- | -------- | -------- | -------- | ---------- | ---------- |
| Alex Ferlazzo | Férfi egyes | 53,528   | 29.      | 53,686   | 34.      | 53,323   | 33.      | 53,507   | 35.      | 3:44,044   | 33.        |

## Szkeleton
| Versenyző       | Versenyszám | 1. futam | 1. futam | 2. futam | 2. futam | 3. futam | 3. futam | 4. futam | 4. futam | Összesítés | Összesítés |
| Versenyző       | Versenyszám | Idő      | Hely.    | Idő      | Hely.    | Idő      | Hely.    | Idő      | Hely.    | Idő        | Helyezés   |
| --------------- | ----------- | -------- | -------- | -------- | -------- | -------- | -------- | -------- | -------- | ---------- | ---------- |
| John Farrow     | Férfi       | 57,84    | 19.      | 57,73    | 19.      | 57,75    | 16.      | 57,35    | 16.      | 3:50,67    | 17.        |
| Lucy Chaffer    | Női         | 1:00,16  | 20.      | 59,25    | 10.      | 58,74    | =13.     | 58,49    | 9.       | 3:56,64    | 17.        |
| Michelle Steele | Női         | 59,42    | 10.      | 59,41    | 14.      | 58,76    | 15.      | 58,69    | 16.      | 3:56,28    | 14.        |